# Technische Universiteit Riga
De Technische Universiteit Riga (Lets: Rīgas Tehniskā universitāte, RTU) is een universiteit in de Letse hoofdstad Riga. De geschiedenis van de instelling gaat terug tot 1862.

## Polytechnicum van Riga, 1862-1918
Het Baltische Polytechnikum werd opgericht in 1862 op initiatief van kooplieden uit Riga, die het ook financierden. Het was een van de eerste polytechnische instituten in het Keizerrijk Rusland. Er werden opleidingen aangeboden op het gebied van landbouw, scheikunde, techniek, mechanica, handel en architectuur. Hoorcolleges werden in het Duits gegeven. Wilhelm Ostwald werd er in 1882 hoogleraar.
In 1896 werd het polytechnicum een staatsinstelling kreeg het de naam Polytechnisch Instituut Riga. De colleges werden vanaf toen in het Russisch gegeven.
Toen de Eerste Wereldoorlog uitbrak, verhuisde het instituut naar Moskou. Daar bleef het tot 1918. Sommige hoogleraren bleven vervolgens in Moskou, terwijl anderen terugkeerden naar Letland, waar de instelling opging in de nieuw opgerichte Universiteit van Letland.

## Technische Universiteit Riga, 1958-heden
Het Polytechnisch Instituut Riga (Rīgas Politehniskais institūts) werd heropgericht in 1958, als afsplitsing van de Universiteit van Letland. In 1990 werd het tot Technische Universiteit Riga hernoemd.
De universiteit telt anno 2020 negen faculteiten:
- Faculteit Architectuur
- Faculteit Civiele techniek
- Faculteit Informatica en informatietechnologie
- Faculteit Elektronica en Telecommunicatie
- Faculteit Technische Economie en Management
- Faculteit Materiaalkunde en Toegepaste Scheikunde
- Faculteit Elektrotechniek en Milieutechniek
- Faculteit Werktuigbouwkunde, Transport en Ruimevaart
- Faculteit E-learningtechnologie en Geesteswetenschappen

Internationaal is de universiteit actief in het universitair CESAER-samenwerkingsverband van Europese ingenieursonderzoeksinstellingen.
Aalborg ·
Aken ·
Barcelona ·
Belgrado · 
Berlijn · 
Boedapest · 
Boekarest · 
Braunschweig · 
Brno ·
Darmstadt ·
Delft ·
Dresden ·
Dublin ·
Enschede · 
Gdańsk · 
Gent ·
Glasgow · 
Göteborg ·
Graz ·
Grenoble ·
Guildford · 
Haifa ·
Hannover ·
Helsinki ·
Istanboel ·
Karlsruhe ·
Kaunas ·
Lausanne ·
Leuven ·
Lissabon ·
Lissabon NOVA ·
Louvain-la-Neuve ·
Lund · 
Lyon ·
Madrid ·
Milaan ·
Parijs-Saclay ·
Parijs ParisTech ·
Porto ·
Poznań ·
Praag ·
Riga ·
Sheffield · 
Stockholm ·
Stuttgart ·
Tallinn ·
Tomsk ·
Trondheim ·
Turijn ·
Valencia ·
Warschau ·
Wenen ·
Zürich